# 酸化ジスプロシウム(III)
酸化ジスプロシウム(III)(Dy2O3)は希土類金属ジスプロシウムの三二酸化物。パステルイエローがかった緑色でやや吸湿性のある粉末である。特にセラミックス、ガラス、蛍光体、レーザー、ジスプロシウムメタルハライドランプに使用されている。
酸と反応して対応するジスプロシウム塩(III)を生成する。
Dy2O3 + 6 HCl → 2 DyCl3 + 3 H2O